# Delirium
In psichiatria e psicologia clinica, il termine delirium o stato confusionale acuto (dal latino lira, "solco", per cui delirare significa etimologicamente "uscire dal solco", ovvero dalla dritta via della ragione) è una sindrome clinica caratterizzata da transitoria ed in genere reversibile confusione mentale che si associa ad un importante disorientamento spaziale e temporale, inattenzione e pensiero disorganizzato.
Tale termine indica una varietà di stati mentali confusionali in cui l'attenzione, la percezione e la cognizione del soggetto appaiono significativamente compromesse. Di per sé il delirium non è una patologia quanto una sindrome (un complesso di sintomi) che può presentarsi in diverse forme, essere acuta o cronica ed essere espressione di una sofferenza metabolica del cervello che può avere molteplici cause.
Il delirium è una sindrome piuttosto comune: per esempio, è stato stimato che una percentuale compresa fra il 10% e il 20% degli adulti ospedalizzati si trovino almeno sporadicamente in questa condizione. La percentuale sale al 30%-40% del caso dei pazienti ospedalizzati anziani.

## Definizione
Nella accezione comune con il termine delirium ci si riferisce a quella situazione caratterizzata da sonnolenza, disorientamento e allucinazioni. Nella terminologia medica, tuttavia, le caratteristiche principali del delirium comprendono una serie di sintomi diversi, tra cui disturbi temporanei nella coscienza, con una ridotta capacità di focalizzare l'attenzione e risolvere i problemi.
Occasionalmente anche l'insonnia e una grave agitazione e irritabilità possono far parte del "delirium".
Le allucinazioni, la tendenza alla sonnolenza, il disorientamento nello spazio, nel tempo e rispetto alle persone conosciute, non sono sintomi strettamente necessari, ma possono contribuire alla diagnosi.
Esistono diverse definizioni mediche di delirium (comprese quelle date dal manuale DSM-IV e ICD-10). Pur con determinate differenze, alcune caratteristiche fondamentali ricorrono sempre. 
Le caratteristiche principali sono:
- Disturbi della coscienza: cioè una ridotta chiarezza della consapevolezza dell'ambiente, con ridotta capacità di concentrarsi, sostenere o spostare l'attenzione.
- Alterazioni dello stato cognitivo: difficoltà a risolvere problemi, deterioramento della memoria o un disturbo percettivo (allucinazioni)
- Insorgenza in ore o giorni, e la tendenza dei sintomi a fluttuare in intensità.
- Deficit del comportamento: presenza sia di iperattività sia di ipoattività (acinesi), con tendenza a disturbi del sonno e perdita del normale ritmo circadiano.
- Il pensiero è spesso lento e farraginoso, ma il contenuto può essere decisamente complesso.
- Altre caratteristiche cliniche comprendono il pensiero disorganizzato, una scarsa memoria, e la labilità emotiva.

## Epidemiologia
Il delirium è molto comune negli Stati Uniti e in Europa. La sindrome ricorre ad ogni età ma appare decisamente più frequente in soggetti anziani con uno status mentale già parzialmente compromesso: si ritiene possa interessare una percentuale variabile dal 15 al 55% dei pazienti anziani.
Il delirium è presente nel 10-22% dei soggetti anziani al momento del ricovero, a cui si aggiunge un ulteriore 10-30% che svilupperà delirium durante il ricovero. La percentuale di soggetti con delirium nelle unità di cura intensiva è pari a circa il 40%.
Esso può verificarsi a qualsiasi età, ma si verifica con maggiore frequenza nella popolazione anziana che presenta già una certa predisposizione o un determinato grado di compromissione dello stato mentale. Tuttavia, quando si verifica in associazione ad una grave malattia acuta, il delirium è stato riscontrato sia in soggetti giovani che anziani e tende ad insorgere in tempi e modalità relativamente uniformi. Il delirium, particolarmente nell'anziano, rappresenta un declino su base organica di una funzione cognitiva già compromessa e che ha già raggiunto un livello base. Infine non va dimenticato che il delirium è estremamente frequente tra coloro che risiedono in case di riposo e residenza socio-sanitarie assistite.

### Morbilità e mortalità
Nei pazienti che vengono ricoverati in ospedale con diagnosi di delirium il tasso di mortalità può raggiungere il 10-26%. La mortalità è decisamente più elevata nei pazienti che sviluppano un episodio di delirium durante il ricovero ospedaliero per altra patologia. La mortalità intraospedaliera, a seconda degli studi, varia tra il 22% ed il 76% e permane elevata per molti mesi successivamente alla dimissione: la mortalità raddoppia nei dodici mesi successivi alla dimissione se il delirium si sovrappone ad uno stato di demenza.
Il delirium è anche correlato ad una ospedalizzazione più prolungata, associata ad un maggior numero di complicanze e con costi più elevati e maggiore probabilità di disabilità persistenti.

## Patogenesi
Caratteristica tipica del delirium è l'insorgenza rapida e il decorso ad intensità fluttuante, il deficit di attenzione e la grave e generalizzata disorganizzazione del comportamento.
Tipicamente coinvolge altri deficit cognitivi, variazioni dello stato di eccitazione (tipo iperattivo, ipoattivo, o misto), deficit percettivi, alterazione del ciclo sonno-veglia, e aspetti/caratteristiche psicotiche come allucinazioni e deliri. Il delirium non è in sé una malattia, ma una sindrome clinica (ovvero un insieme di sintomi), che deriva da una malattia di base, sottostante alla sintomatologia di tipo psichiatrico che spesso è solo quella più evidente e che talvolta può risultare anche fuorviante per la diagnosi.
Spesso tra le cause di delirium vi sono infatti gli effetti indesiderati di alcuni farmaci somministrati durante il trattamento di una malattia in fase critica, oppure l'insorgenza di nuovi problemi mentali, o più spesso varie combinazioni di due o più di questi fattori.

## Segni e sintomi
Il delirium è una sindrome che comprende una serie di sintomi neuropsichiatrici, tra cui un disturbo nella coscienza/attenzione e cognizione. Questi disturbi si sviluppano acutamente e tendono a fluttuare nel tempo. Le alterazioni della capacità cognitive (deficit di memoria, disorientamento, disturbi del linguaggio) o lo sviluppo di un disturbo percettivo, non devono essere giustificabili da una preesistente demenza, stabilizzata o in evoluzione.
Altri sintomi possono includere disorientamento, disturbi del pensiero, problemi di memoria, disturbi del linguaggio, disturbi del sonno, deliri, labilità dell'umore, modifiche psicomotorie (variazioni del grado di attività o movimento del soggetto), e allucinazioni.
Il delirium si presenta come una alterazione dello stato di coscienza, di grado variabile nel continuum esistente tra la normale veglia/vigilanza e lo stato comatoso. Nel corso del XX secolo, il delirium è stato descritto come un annebbiamento della coscienza. Tuttavia questo concetto appare piuttosto nebuloso ed è stato sostituito da una migliore comprensione delle diverse componenti della fenomenologia che culminano in danni gravi delle funzioni cerebrali di ordine superiore. 
Lipowski ha descritto il delirium come un disturbo dell'attenzione, veglia, della cognizione e del comportamento motorio, ma il disturbo di attenzione è quasi unanimemente considerato il sintomo cardinale. Bisogna inoltre ricordare che eventuali turbe del ciclo sonno-veglia possono derivare da una perdita del normale ritmo circadiano del sonno.
Via via che si accumulano le nostre conoscenze sul disturbo vi sono sempre maggiori evidenze che sono tre gli ambiti fondamentali del fenomeno delirium: l'aspetto "cognitivo", composto da disattenzione e da altri deficit cognitivi; i "processi mentali superiori", tra cui l'incapacità di eseguire determinate funzioni ed attività, l'alterazione del linguaggio e della comprensione; il "ritmo circadiano", tra cui l'alterata attività motoria ed il ritmo sonno-veglia alterato e frammentato.
Gli studi scientifici evidenziano che i sintomi "centrali" si verificano con maggiore frequenza, mentre altri sintomi, che possiamo definire "associati" o "di contorno" appaiono meno frequenti e consistenti e possono riflettere l'alterazione biochimica correlata ad alcune specifiche cause o una specifica vulnerabilità genetica, neuronale o fisiologica.

### Caratteristiche cliniche

#### Vigilanza
Il paziente presenta alterazione dello stato di coscienza (ovvero riduzione della lucidità con cui viene percepito l'ambiente circostante), livelli fluttuanti di coscienza e tendenza al rallentamento del pensiero.
Alcuni soggetti vedono prevalere la tendenza al sopore, all'iporeattività e ad una vigilanza ridotta: tendono alla sonnolenza e passano con facilità a fasi di stupor, acinesia (ridotta capacità di movimento) e mutismo, procedendo fino al coma franco. Altri, al contrario, scattano ad ogni movimento, stimolo tattile od uditivo (rumori), in direzione della fonte da cui proviene l'impulso e la 
sollecitazione.

#### Attenzione
L'incapacità di mantenere l'attenzione è il sintomo cardinale per diagnosticare il delirium. Durante il colloquio, anche su sollecitazione dell'esaminatore, il soggetto ha difficoltà a concentrarsi, dirigere e focalizzare l'attenzione su alcuni concetti, così come a mantenere la stessa attenzione su un pensiero che viene proposto. Questo disturbo appare precocemente nel corso del delirium ed è relativamente facile identificare la facilità con cui il paziente si distrae facilmente, saltando nel giro di pochi secondi da un argomento ad un altro.
Si possono somministrare al paziente anche alcuni semplici test che comprendono, ad esempio, la conta dei mesi dell'anno procedendo a ritroso, oppure l'esecuzione di semplici calcoli di sottrazione: l'incapacità di mantenere l'attenzione emergerà ancora più chiaramente.

#### Memoria
Il paziente in fase di delirium tende a dimenticare con facilità gli eventi recenti così come ad apprendere nuovi concetti o fatti. Questo aspetto della sindrome è strettamente correlato a quello dell'attenzione dal momento che per costruirsi nuovi ricordi nel tempo (memoria a lungo termine) è necessario aver un grado di attenzione anche superiore a quello necessario per la semplice memoria a breve termine. Il deficit di memoria è caratteristicamente più rilevante per gli eventi recenti (memoria a breve termine) che non rispetto ai fatti lontani nel tempo, i cui ricordi, datati, vengono conservati senza bisogno di concentrazione, in quanto il soggetto si è già costituito una memoria a lungo termine.

#### Disorientamento
Il paziente appare in evidente stato di confusione mentale, e questo è uno dei sintomi più gravi e semplici da riscontrare.
Si ha una perdita di consapevolezza dell'ambiente circostante e del contesto in cui la persona esiste. Il disorientamento può verificarsi nel tempo (il soggetto è incapace di riferire quale sia l'ora della giornata, il giorno della settimana, il mese, la stagione o l'anno), nello spazio (non ha idea di quale sia il luogo in cui si trova), nel riconoscimento delle persone (spesso non vengono identificati neppure i familiari più vicini: madre, padre, fratelli o sorelle, coniuge ecc.).

#### Processi mentali superiori
I pazienti deliranti presentano una ridotta capacità di comprensione, come ben evidenziato dalla ridotta capacità di afferrare le caratteristiche del loro ambiente, il contesto in cui si muovono, le difficoltà di collegamento con l'ambiente circostante, la disfunzione che rende loro difficile l'astrazione, l'iniziazione, la perseverazione, la commutazione dei set mentali, la memoria, l'organizzazione temporale, l'intuizione e giudizio. Anche se nessuno di questi deficit cognitivi è specifico per il delirium, la matrice e il modello sono altamente suggestivi.
I disturbi del linguaggio riscontrabili nel delirium includono l'afasia anomica, le parafasie, l'alterata comprensione, l'agrafia, e le difficoltà a trovare le giuste parole. Comunemente è possibile riscontrare un linguaggio incoerente o illogico e vagante tra diversi concetti privi di collegamenti fra loro. Il pensiero disorganizzato include la tangenzialità (le risposte a precise domande sono in sostanza oblique, tangenziali o irrilevante rispetto al contesto), la circostanzialità (il processo discorsivo avviene sempre in modo indiretto e ritardato rispetto all'espressione dell'idea che sta alla base del discorso), il "clanging" (la scelta delle parole utilizzate nel discorso è spesso condizionata dalle assonanze di suono piuttosto che dal significato dei termini) e una propensione a perdere associazioni tra elementi del pensiero: ciò si traduce in un discorso che si caratterizza per un senso limitato e contiene una moltitudine di elementi totalmente irrilevanti. Questo aspetto del delirium si verifica con estrema frequenza, ma spesso è molto difficile per i non esperti valutarlo in modo affidabile.

#### Alterazione dei ritmi circadiani
L'interruzione del ciclo sonno-veglia è quasi sempre presente nei soggetti in delirium e spesso precede la comparsa di un episodio in piena regola. Disturbi minori caratterizzati da insonnia o eccessiva sonnolenza diurna potrebbero essere di difficile distinzione in soggetti affetti da altri disturbi e patologie mediche, non deliranti.
In ogni caso l'alterazione del ritmo circadiano nel delirium si caratterizza per modifiche decisamente più sostanziali, quali la frammentazione del sonno o addirittura una completa inversione del ciclo sonno-veglia. Il rapporto esistente tra i disturbi dei ritmi circadiani e la caratteristica tendenza a fluttuare in gravità (nell'arco delle 24 ore) dei sintomi del soggetto delirante, così come l'andamento ondivago dei disturbi motori è sconosciuto.
Le alterazioni dell'attività motoria sono molto comuni nel delirium. Esse sono state utilizzate per definire alcuni sottotipi clinici (delirium ipoattivo, iperattivo, misto) anche se gli studi scientifici non concordano per quanto riguarda la prevalenza di questi sottotipi. 
L'alterata funzione cognitiva ed un certo rallentamento nell'attività elettroencefalografica sono paragonabili nei pazienti iperattivi e ipoattivi, sebbene essi possano differire per molti altri sintomi. 
Sintomi psicotici si verificano in entrambi i tipi di pazienti, anche se lo stereotipo prevalente suggerisce che questi si verificano solo, oppure siano decisamente prevalenti, nei soggetti con delirium iperattivo. I soggetti con delirium ipoattivo sembrano più inclini a non essere diagnosticati oppure ad essere oggetto di diagnosi errate come la depressione. 
La preesistenza di sintomi di depressione, peraltro, espone ad un maggior rischio di sviluppare delirio durante il ricovero.
Una serie di studi suggeriscono che i sottotipi clinici già citati differiscano per quanto riguarda la fisiopatologia sottostante, le esigenze di trattamento e la prognosi, sia di inabilità (quoad valetudinem) che di mortalità (quoad vitam) anche se la scarsa concordanza nelle definizioni dei sottotipi e la tendenza a sottodiagnosticare i pazienti con delirium ipoattivo mette in seria discussione l'interpretazione di questi risultati.
I sintomi psicotici si verificano nel 50% circa dei pazienti con delirium. Secondo l'opinione comune un paziente delirante è colui che sviluppa un'allucinazione, ma in realtà la maggior parte dei pazienti che sono in delirium per problemi medici di tipo organico non hanno né allucinazioni né deliri (o delusions, in lingua inglese). Sebbene le anomalie di pensiero includano sospettosità, alterazioni dell'ideazione e talvolta disturbi deliranti. I deliri sono in genere poco formati e meno stereotipati rispetto a quelli rilevabili nei soggetti con schizofrenia o morbo di Alzheimer. Di solito si riferiscono a temi persecutori, come ad esempio un pericolo imminente o una minaccia immediata proveniente dall'ambiente circostante (ad esempio il rifiuto dei medicinali per il timore di essere avvelenati dal personale sanitario). 
Le false percezioni includono depersonalizzazione, deliri di false identificazioni, illusioni e allucinazioni. Le allucinazioni e le illusioni sono spesso visive, ma talvolta anche di tipo tattile e uditivo. Le anomalie affettive che possono essere registrate in uno stato di delirium possono includere molte distorsioni di stati emotivi percepiti o comunicati. Gli stati emotivi tipicamente possono anche variare con rapidità: in altre parole il soggetto delirante può rapidamente passare da una fase di terrore, ad una di tristezza o giocosità.

## Delirium persistente
Per molti anni si è ritenuto che il delirium fosse stato transitorio di disfunzione cerebrale con tendenza ad oscillare su base oraria. È interessante notare che, fin dal 1583, Philip Barrow, uno scrittore inglese, divulgatore di medicina, osservò che, anche se il delirium si risolve, può essere seguito da una "perdita di memoria e capacità di ragionamento". Recenti studi a lungo termine lo confermano, dimostrando che molti pazienti continuano a soddisfare i criteri stabiliti per il delirium per un tempo spaventosamente lungo. 
Ad esempio, in coorti in unità di terapia intensiva, è comune riscontrare che fino al 10% dei soggetti soddisfa ancora i criteri di delirium (e ne è perciò affetto), al momento della dimissione ospedaliera.

## Simil demenza post-delirium
Da tempo è noto che una notevole percentuale (tra il 50% e il 70%) dei pazienti in terapia intensiva presenta enormi problemi di disfunzione cerebrale, con notevoli analogie a quelli riscontrati in coloro che sono affetti da morbo di Alzheimer o da esiti di una lesione traumatica cerebrale. Molti di questi soggetti che sopravvivono e vengono dimessi dalle unità di terapia intensiva restano gravemente disabili e sono spesso incapaci di attendere alle normali attività della vita quotidiana. Si tratta di un doloroso problema di salute sia personale che pubblica che merita attenzione e programmazione sanitaria. Le implicazioni di questa demenza acquisita sono enormi e comprendono l'incapacità di guidare un autoveicolo, utilizzare correttamente un telefono, fare acquisti in piena autonomia oltre, naturalmente, ad eseguire la propria attività lavorativa, svolta con diligenza in precedenza per anni.

## Diagnosi
Una diagnosi di delirium non può essere fatta senza una attenta valutazione o conoscenza del precedente livello di base della funzione cognitiva della persona che viene analizzata.
Le cause di disfunzione cerebrale possono essere quanto mai varie. Il delirium può essere causato da un processo patologico di tipo non neurologico che colpisce comunque in un secondo momento la funzionalità del sistema nervoso centrale (SNC), ad esempio le infezioni (infezioni delle vie urinarie, polmoniti) oppure essere associato agli effetti di un medicinale, in particolare dei farmaci dotati di attività anticolinergica o di azione deprimente del SNC (benzodiazepine, oppioidi). 
Anche se talvolta in un soggetto in fase di delirio sono presenti le allucinazioni e deliri di tipo psichiatrico (in lingua inglese "delusions"), la presenza di questi sintomi non è strettamente necessaria per fare diagnosi.
Il delirium, così come le sue componenti (incapacità di concentrare l'attenzione, confusione mentale, alterazioni nella consapevolezza di sé e dell'orientamento temporale e spaziale) è la manifestazione sintomatica comune di nuova disfunzione cerebrale organica (dovuta a qualsiasi causa). 
Pertanto il delirium e l'improvvisa variazione della funzionalità mentale ad esso associata, richiede una attenta valutazione della storia personale del paziente, potendo essere facilmente confuso con un grande numero di disturbi psichiatrici o di sindromi cerebrali organiche croniche, poiché molti dei segni e sintomi di delirium sono propri delle condizioni di demenza, di depressione e psicosi.
Il delirium infatti può essere un nuovo sintomo che si associa ad una preesistente malattia mentale, disabilità intellettiva di base o una franca demenza, senza tuttavia essere causato da nessuno di questi problemi.

## Trattamento
Il trattamento del delirium richiede il trattamento della causa organica/psicogena sottostante. In alcuni casi, trattamenti temporanei, sintomatici o palliativi debbono essere comunque somministrati sia per migliorare il comfort del paziente che per consentirne una migliore gestione. Molti di questi trattamenti sono necessariamente sedativi, come nel caso di un paziente che, non essendo in grado di cogliere i rischi connessi al suo comportamento ed in preda a delirium, cerca di rimuovere un accesso venoso attraverso il quale gli vengono somministrati dei farmaci, od un sondino respiratorio e così via. 
Il delirium è probabilmente il disturbo acuto più comune che colpisce gli adulti anziani negli ospedali generali. Secondo alcune statistiche colpisce tra il 10 ed il 20 % di tutti gli adulti ospedalizzati. Questa percentuale si eleva fino al 30-40 % degli anziani ospedalizzati e fino all'80 % di coloro che sono ricoverati in reparti di terapia intensiva. 
Il delirium che si viene a sviluppare in soggetti ricoverati in unità di terapia intensiva, non rappresenta semplicemente un disturbo cerebrale acuto, ma diviene anche un indice prognostico, essendo statisticamente correlato ad un ricovero di maggiore durata e ad una maggiore probabilità di morte entro i 12 mesi che seguono la dimissione ospedaliera del paziente.